# Corte dei conti (Francia)

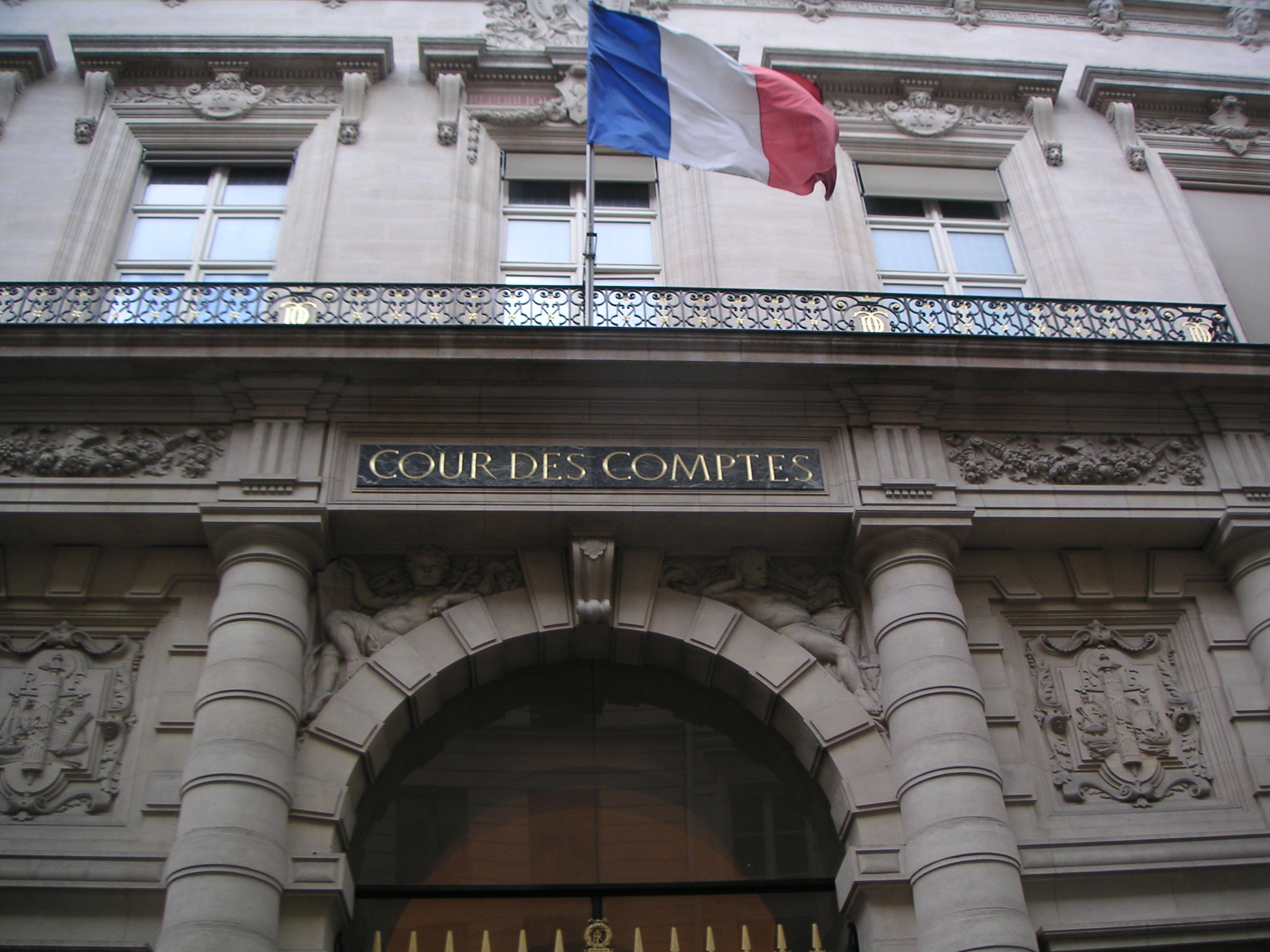
Entrata principale de la rue Cambon a Parigi

La Corte dei conti (in francese: Cour des comptes) è una giurisdizione finanziaria dell'ordinamento amministrativo in Francia, incaricata principalmente di verificare la regolarità dei conti pubblici; stato, istituzioni pubbliche nazionali, imprese pubbliche, sicurezza sociale e organizzazioni private che ricevono assistenza dallo stato o che gestiscono e raccolgono contributi dei privati. 
Tiene informato il Parlamento, Governo e opinione pubblica sulla regolarità dei conti.
Le relazioni della Corte dei conti non sono vincolanti.
La Cour ha sede al Palais Cambon a Parigi. Il Primo Presidente è Pierre Moscovici 

## Storia
I conti fiscali del Regno erano in viaggio con il re di Francia durante i suoi viaggi, perché servivano per prove o riferimenti e sono stati essenziali per la creazione degli statuti e i trattati su cui sono stati apposti i sigilli del re e dei suoi vassalli.
È a causa della perdita di tutta la documentazione fiscale del Regno di Francia nella battaglia che Riccardo I d'Inghilterra ha combattuto contro Filippo II di Francia nel 1194, nella Contea di Blois - il sovrano inglese fece man bassa sui bauli contenenti la contabilità del Regno di Francia e si rifiutò di restituirli-che fu presa la decisione da Filippo II di fissare una sede per i conti della corte, che si installa un embrione della Chambre des comptes nell'île de la Cité, col tesoro conservato e sorvegliato nel tempio sull'isola.
Tuttavia, la prima organizzazione ufficiale è in base all'ordinanza di Vivier-en-Brie di Filippo V di Francia «il lungo», pubblicata nel 1320: intorno al sovrano delle finanze (rappresentante del re) sedevano dei maîtres chierici, precursori degli attuali conseillers maîtres.
È nel 1256 che una Commissione istituita dalla Corte del re di Francia (Curia Regis) è menzionata in una ordinanza reale di Luigi IX il santo. Prescriveva ai «mayeurs et prud'hommes» (sindaci) dell'Alta Normandia di predisporre ogni anno dei rendiconti da inviargli. 
Pochi anni dopo, nel 1303, la Chambre des comptes di Parigi, che succedette alla Corte delle finanze del re (Cour de France), è insediata presso il Palais de la Cité, dove resterà fino alla Rivoluzione francese.
Alla fine del XIV secolo, appaiono le funzioni dei presidenti e quelle dei rappresentanti della corona. 
La separazioni tra gli ordonnateurs (ufficiali della spesa) e dei contabili stabilisce al tempo stesso che la Chambre des comptes è diventata un ente separato dalla Corte del re.
Poi nel 1467, una ordinanza sarà presa da Luigi XI, secondo quanto stabilito dalla quale gli incarichi delle camere diventano vacanti solo in caso di morte, dimissioni volontarie o condanna per malversazione dei loro titolari. 
Fu allora che i fondamenti della sicurezza del mandato (inamovibilità) dei giudici contabili, essenziali per la loro funzione, vengono così stabilite.
Dopo la rivoluzione francese, l'ufficio per la contabilità (Bureau de comptabilité) creato dall'Assemblea Nazionale Costituente e dalle seguenti, trasformata in una Commissione della contabilità dalla Convenzione nazionale, non ha né l'autorità né i mezzi per garantire la regolarità dei fondi pubblici. 
La legge del 16 settembre 1807 crea allora la Corte dei conti (Cour des comptes), un corpo unico centralizzato di controllo dei conti pubblici.
La Cour ha la sua sede al Palais d'Orsay, fino all'incendio di questa durante la Commune de Paris nel 1871. 
È temporaneamente ospitata presso il Palais-Royal; le viene destinata nel 1912 la sede nella rue Cambon, in un edificio costruito secondo i progetti di Constant Moyaux.